# Álvaro Casanova
Álvaro Casanova Zenteno (Santiago, 21 de noviembre de 1857-Santiago de Chile, 25 de mayo de 1939) fue un pintor paisajista y marinista chileno. Su arte se define en el realismo detallista, expresionista, clasicismo y romanticismo.

## Biografía

### Familia
Fue hijo de Rafael Casanova Casanova y de Adelina Zenteno Gana. Es nieto de Juan Ramón Casanova Opazo y de José Ignacio Zenteno del Pozo y Silva, quien fue el primer Ministro de Defensa (de Guerra y Marina se llamaba entonces el cargo) del país y como tal, organizador de la Escuadra Libertadora del Perú. También es sobrino de monseñor Mariano Casanova Casanova, tercer Arzobispo de Santiago y una larga amistad con el subsecretario de guerra y marina  Pedro Nolasco Cruz Vergara, el escritor Francisco Concha Castillo y del pintor Rafael Errázuriz Urmeneta. 

Contrajo matrimonio con Cecilia Vicuña Subercaseaux; es hija de Nemesio Vicuña Mackenna y de Manuela Subercaseaux Vicuña, sobrina del destacado historiador Benjamín Vicuña Mackenna y bisnieta del general Juan Mackenna O'Reilly. Tuvieron 6 hijos que fueron: Magdalena, Alfonso, Mariano, Adelina, Juan y Manuel.

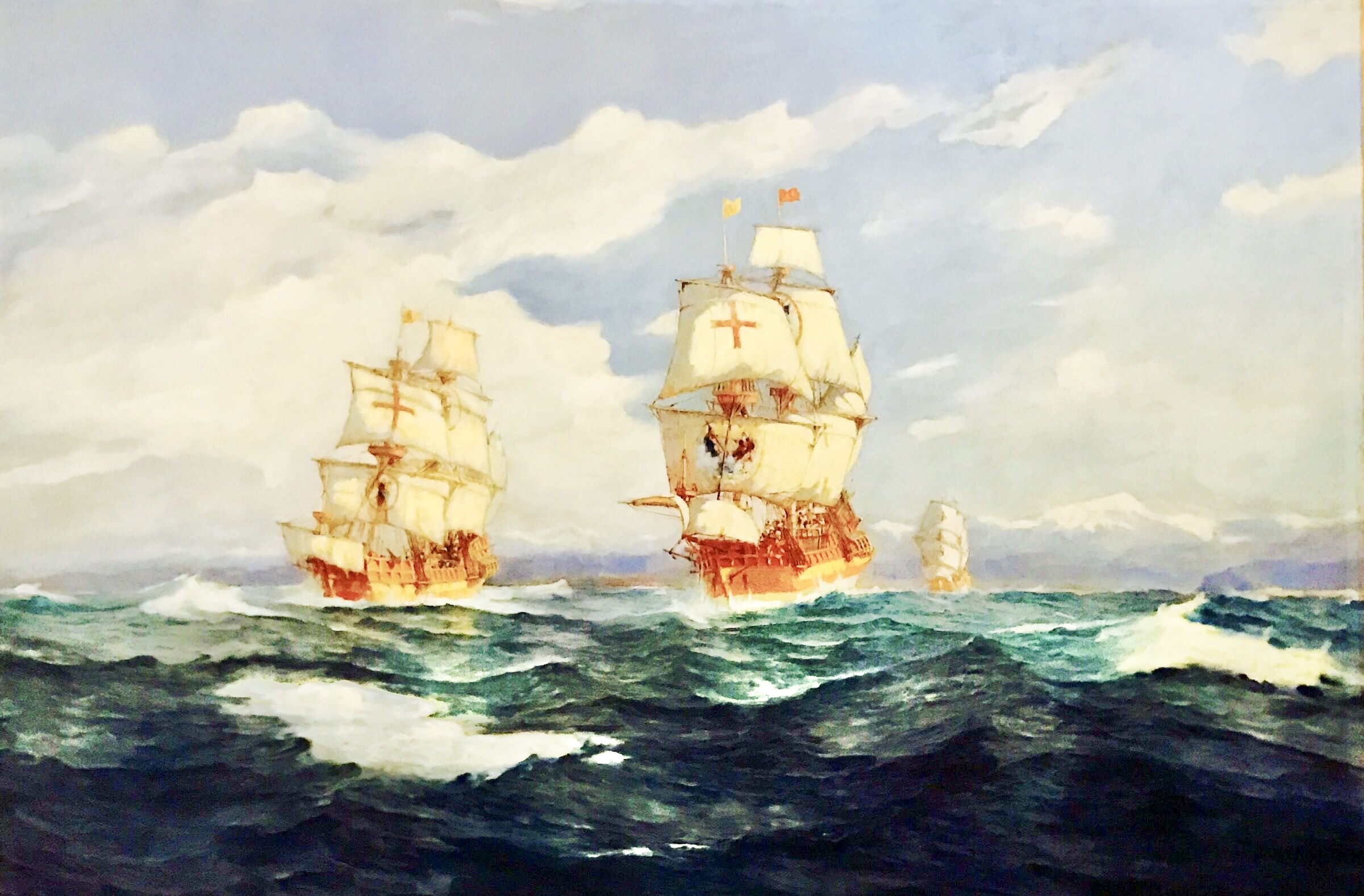
Descubrimiento del Estrecho de Magallanes.

### Estudios  y vida
Realizó sus estudios en el colegio The Valparaíso Artizan School donde tuvo de profesor a Thomas Somerscales, y desde su juventud comenzó a trabajar en diferentes organismos de la administración pública. Fue ayudante de la Biblioteca Pública y posteriormente en la subsecretaría de los ministerios de Justicia y en el de Guerra y Marina. Hizo su carrera militar en tiempos de la Guardia Nacional, llegando a obtener el grado de Comandante de la Brigada de Artillería Valparaíso, Comandante del Batallón Cívico Lontué en Molina y del Regimiento Cívico de Artillería en Santiago de Chile.

### Guerra del Pacífico

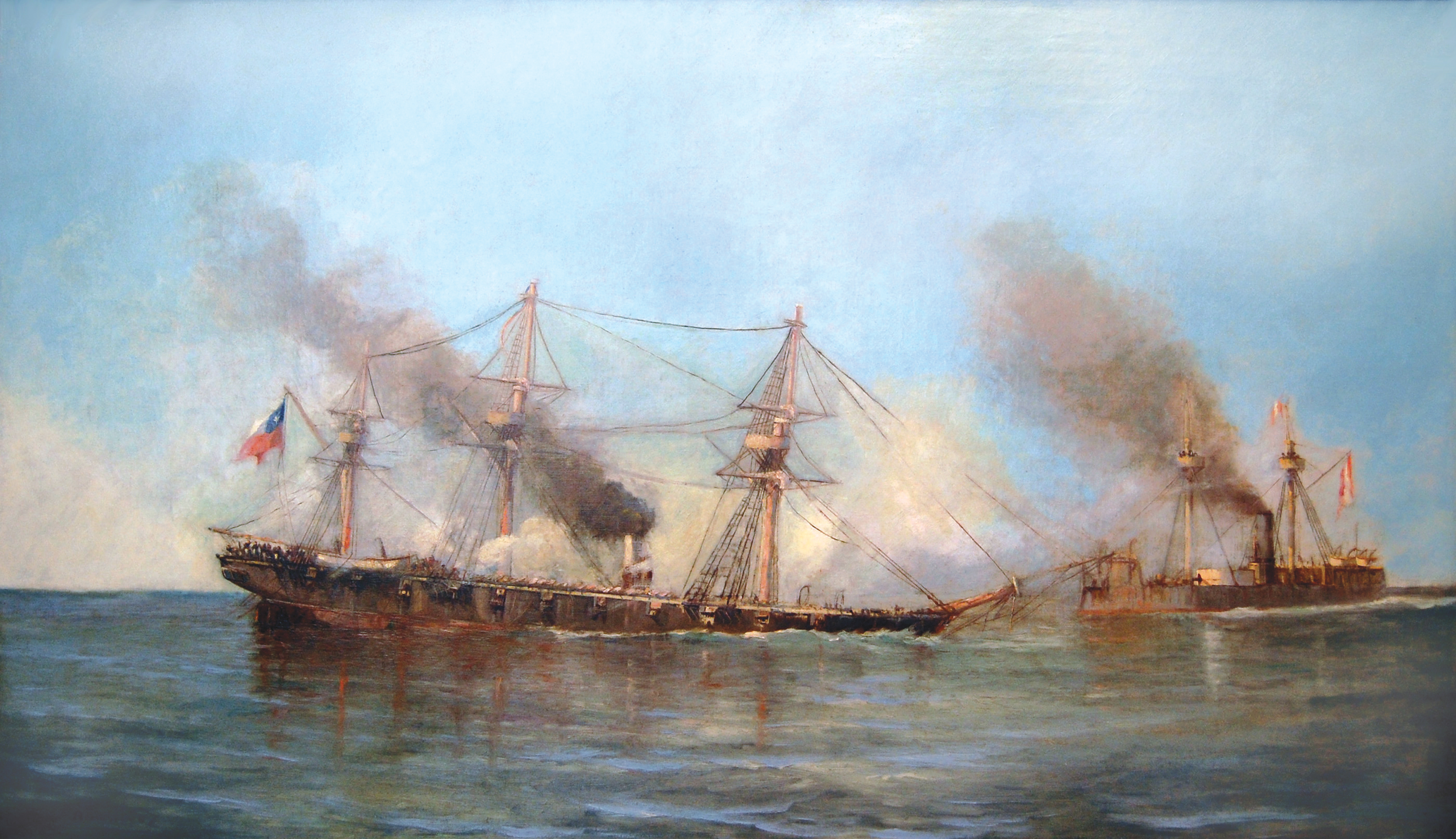
Combate Naval Iquique.

En 1882, durante la Guerra del Pacífico, el gobierno lo envió a Francia en misión secreta, a las órdenes del Ministro de Chile en Francia, Alberto Blest Gana, con el objeto de adquirir armas e impedir las adquisiciones del Perú. A su regreso a Chile, tres años más tarde, tomó clases con el pintor Pascual Ortega, el paisajista Onofre Jarpa Labra y Enrique Swinburn Kirk.
Casanova Zenteno llegó a ocupar importantes cargos públicos, a lo largo de su vida colaboró con once presidentes de la República y alcanzó el rango de subsecretario de Justicia y de Marina. Además fue presidente de la sociedad Nacional de Bellas Artes.

## Estilo

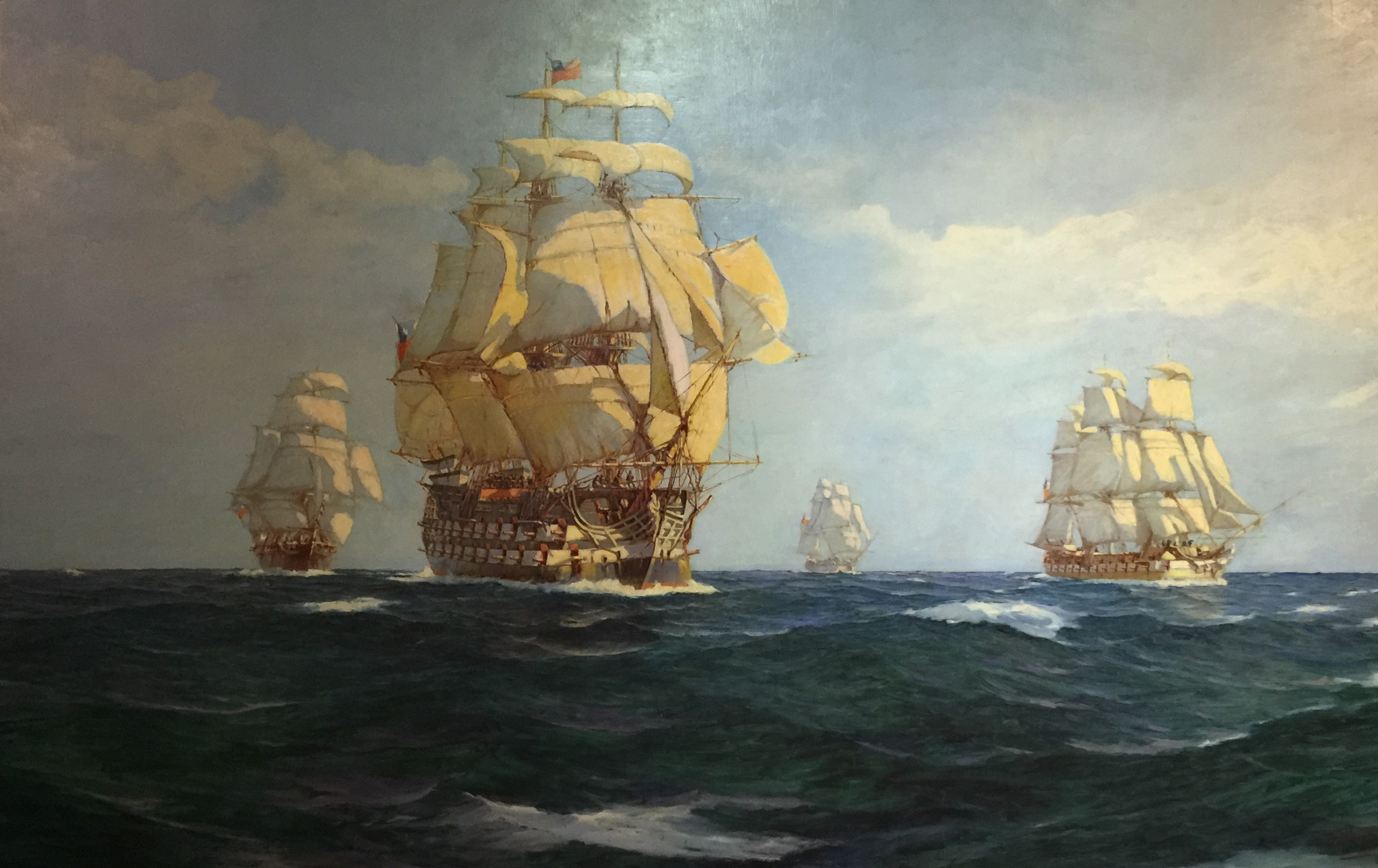
Primera Escuadra Nacional Chilena.

Fue discípulo de la Escuela del marinista inglés Thomas Somerscales, en Valparaíso, de ahí su predilección por las marinas, el paisaje costero y el mundo naval.
Mostró predilección por los veleros y los mares de gran oleaje. Su arte se define en cuatro etapas que parten de un realismo detallista, bajo la influencia de Thomas Somerscales, hasta una pintura de carácter expresionista. Aquí se destaca su obra “Primera Escuadra Nacional”, un  óleo sobre tela.
Conocedor de la historia naval chilena, aplicó los conocimientos que había adquirido durante sus estudios en Italia sobre construcción de barcos  para pintar detalladamente las embarcaciones durante los combates en alta mar. En esta temática destaca su óleo sobre tela llamado “Combate de Casma”.
Entre 1894 y 1929 obtuvo varios galardones nacionales e internacionales. Entre estos últimos destaca el Premio de Honor y Medalla de Oro que le otorgó  el rey Alfonso XIII en la Exposición Internacional de Sevilla de 1929, en España.

## Premios y reconocimientos
- 1894 Medalla de Segunda Clase en Pintura en el Salón Oficial, Santiago, Chile.
- 1896 Premio de Honor y Medalla de Primera clase en Pintura, en el Salón Oficial, Santiago, Chile.
- 1903 Premio de Paisaje del Certamen Edwards, Salón Oficial, Santiago, Chile.
- 1908 Premio del Certamen General Marcos Maturana, Salón Oficial, Santiago, Chile.
- 1910 Segunda Medalla en Pintura en la Exposición Internacional de Santiago, Chile.
- 1920 Gran Premio en la Exposición Internacional del Centenario de Magallanes, Punta Arenas, Chile.
- 1929 Premio de Honor y Medalla de Oro otorgada por el Rey Alfonso XIII en la Exposición Internacional de Sevilla, España.

## Exposiciones

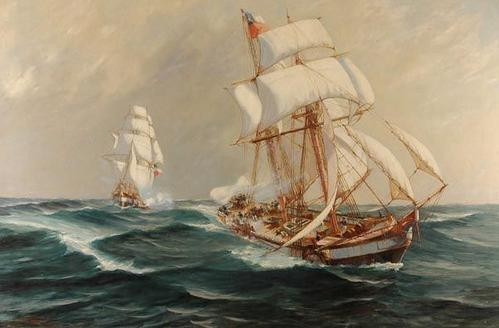
Peruviana.

Casanova Zenteno pintó alrededor de mil óleos. A dos exposiciones individuales se suma su participación en más de treinta muestras colectivas que incluyen la casi totalidad de los salones oficiales entre 1890 y hasta un año antes de su fallecimiento. Posteriormente se realizaron, desde 1940 y hasta el año 2000, dieciocho presentaciones de su obra.

### Exposiciones individuales
- 1917 Casa Eyzaguirre, Santiago de Chile.
- 1930 Sala Rivas y Calvo, Santiago de Chile.
- 1940 Retrospectiva, Sociedad Nacional de Bellas Artes, Santiago de Chile.
- 2007 Homenaje a Álvaro Casanova Zenteno, Centro Cultural Montecarmelo, Instituto Cultural de Providencia, Santiago, Chile.

### Exposiciones colectivas
- 1890 Salón Oficial, Santiago de Chile. Participó en los años 1894; 1896, 1897, 1898; 1900; 1902; 1903; 1905; 1908; 1910, 1911, 1912; 1915, 1916; 1918, 1919, 1920, 1921, 1922; 1934; 1936; 1938, 1939; 1941, 1942, 1943; 1944; 1946.
- 1910 Exposición Internacional de Bellas Artes, Santiago, Chile.
- 1918 Casa de Remates y Exposiciones de Osvaldo Araya, Concepción, Chile.
- 1920 Exposición Internacional y Concurso Cuarto Centenario de Magallanes, Punta Arenas, Chile.
- 1922 Exposición en el Museo Nacional de Buenos Aires, Argentina.
- 1927 Exposición Oficial de Pintura en Buenos Aires, Argentina.
- 1928 Quinto Salón Oficial, Sociedad Nacional de Bellas Artes, Santiago de Chile.
- 1929 Exposición Internacional de Sevilla, España.
- 1930 Exposición Museo Nacional de Bellas Artes, Cincuentenario de su Fundación 1880 - 1930, Santiago de Chile.
- 1935 Exposición Sala de Arte Banco de Chile, Santiago de Chile.
- 1936 Cuarto Salón de Verano, Viña del Mar, Chile.
- 1937 Exposición de Cuadros del Patrimonio Artístico de Chillán, Liceo Fiscal de Niñas, Chillán, Chile.
- 1937 Exposición Nacional de Artes Plásticas: IV Centenario de Valparaíso, Valparaíso, Chile.
- 1940 Exposición de Arte Chileno, Buenos Aires, Argentina.
- 1969 Panorama de la Pintura Chilena. Colección Fernando Lobo Parga, Museo Nacional de Bellas Artes, Santiago de Chile.
- 1972 La Costa y el Mar en la Pintura Chilena, Instituto Cultural de Las Condes, Santiago de Chile.
- 1974 Exposición Pintores del Mar, Sala de Exposiciones del MINEDUC, Santiago, Chile.
- 1974 Dos Pintores del Mar, Sala La Capilla, Teatro Municipal, Santiago de Chile.
- 1975 Exposición Pintores Chilenos, Televisión Nacional de Chile.
- 1976 Los Casanova en la Pintura, Instituto Cultural de Providencia, Santiago de Chile.
- 1978 Exposición de Pintura Chilena del Banco Central de Chile, Museo Nacional de Bellas Artes, Santiago de Chile.
- 1978 Exposición de Pinturas: Colecciones Privadas, Casino Municipal de Viña del Mar, Viña del Mar, Chile.
- 1978 Colección privada de pinturas Guzmán Ponce, Galería Enrico Bucci e Instituto Cultural de San Miguel, Santiago de Chile.
- 1981 La Historia de Chile en la Pintura. Museo Nacional de Bellas Artes, Santiago de Chile.
- 1982 Recorriendo el Pasado de la Pintura Chilena, Instituto Cultural de Las Condes, Santiago de Chile.
- 1983 Exposición Donaciones 1978 - 1983, Museo Nacional de Bellas Artes, Santiago, Chile.
- 1987 Mar de Chile, Mar de Gloria, Biblioteca Nacional, Santiago de Chile.
- 1987 Exposición Pinacoteca Banco Central de Chile, Museo Nacional de Bellas Artes, Santiago de Chile.
- 1987 Panorama de la Pintura Chilena, Instituto Cultural de Las Condes, Santiago de Chile.
- 1988 Colección de Pintura Chilena, Sala de Exposiciones del Banco Internacional, Valparaíso, Chile.
- 1995 Retratos en la Pintura Chilena, Instituto Cultural de Providencia, Santiago de Chile.
- 2000 Chile 100 Años artes Visuales. Primer Período 1900 - 1950, Museo Nacional de Bellas Artes, Santiago Chile.
- 2002 Desde Rugendas a Nuestro Tiempo, Valparaíso en la Pintura, Museo Lord Cochrane de Valparaíso, Chile.
- 2007 El Mar... Una Mirada a lo Nuestro, Centro de Extensión de la Universidad Católica, Santiago de Chile.
- 2007 Borde Mar-Alta Mar, Banco Central, Santiago, Chile.
- 2008 Colección Banco Central de Chile. Palacio Carrasco, Viña del Mar, Chile.

## Obras en colecciones públicas

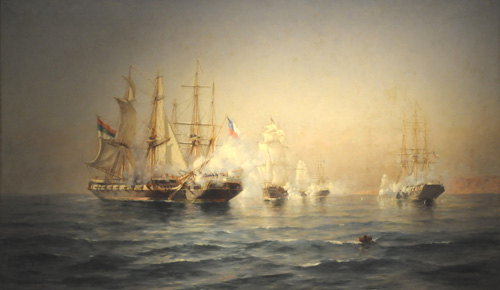
Combate de Casma.

### Obras en la colección delMuseo Nacional de Bellas Artes
- El Remolcador, tinta sobre papel, 8 x 11 cm
- Combate de Punta Gruesa, óleo sobre cartón, 33 x 41 cm, en préstamo a Museo Histórico Nacional
- Combate de Casma, c. 1900, óleo sobre tela, 123 x 211 cm.
- Marina, óleo sobre tela, 108 x 70 cm;
- Combate de Casma, óleo sobre tela, 40 x 70 cm.

### Obras Banco Central de Chile
- Combate de Iquique, óleo sobre tela
- Barco al garete, óleo sobre tela 50 x 96 cm
- Algarete, óleo sobre tela, 35 x 50 cm.

### Universidad de Concepción, Chile
- Marina, óleo sobre tela, 52 x77 cm.

### Banco de Chile, Santiago de Chile
- Marina, óleo sobre tela, 197 x 152 cm.

### Museo Histórico Nacional, Santiago de Chile
- Descubrimiento del Estrecho de Magallanes, óleo sobre tela, 1295 x 193 cm.
- Primera Escuadra Nacional, óleo sobre tela, 310 x 200 cm.

También hay obras suyas en los siguientes lugares:
- Club de la Unión, Santiago de Chile.
- Museo naval de Valparaíso, Chile.
- Club Naval de Valparaíso, Chile.
- Museo O´Higginiano y de Bellas artes de Talca, Chile.
- Palacio de la Moneda, Santiago de Chile.
- Embajada de Chile en Buenos Aires, Argentina.
- Museo Naval de la Nación, Tigre, Argentina.

## Homenaje público

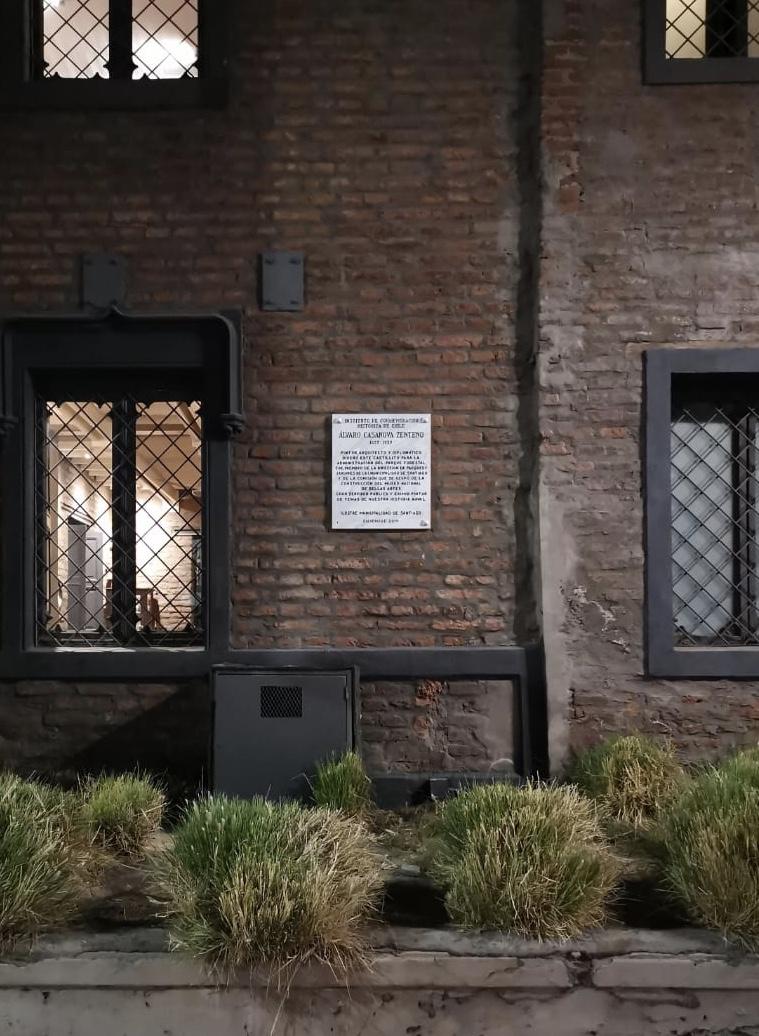
Placa de Homenaje Público a Casanova Zenteno.

En diciembre de 2014 la Ilustre Municipalidad de Santiago instaló en la muralla del Castillo Forestal una placa en su honor.

Instituto de Conmemoración Histórica de Chile 

Alvaro Casanova Zenteno

1857-1969 

Pintor, Arquitecto y Diplomático 

Diseñó este Castillo para la administración del Parque Forestal

Fue miembro de la dirección de parques y jardines de la Municipalidad de Santiago y de la comisión que se ocupó de la construcción del Museo Nacional de Bellas Artes.
Gran servidor público y eximio pintor de temas de nuestra historia naval

Ilustre Municipalidad de Santiago
Diciembre 2014